# Deborah Lee James

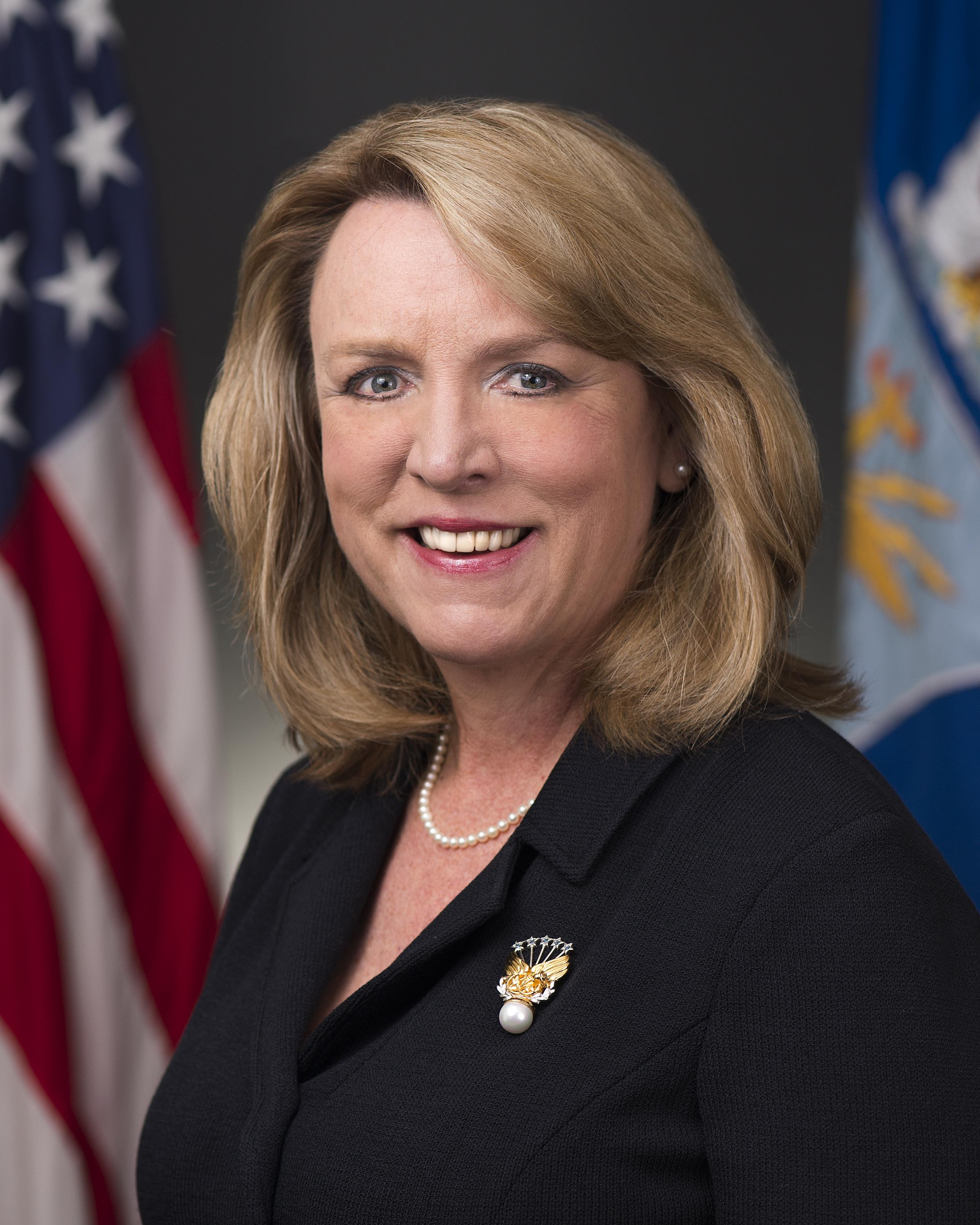
Deborah Lee James (2013)

Deborah Lee James (* 25. November 1958) war von Dezember 2013 bis Januar 2017 als United States Secretary of the Air Force die administrative Leiterin der Luftstreitkräfte der Vereinigten Staaten. Sie war die zweite Frau in diesem Amt und wurde in der Administration Trump von Lisa Disbrow kommissarisch abgelöst.

## Leben
Deborah Lee James studierte an der Duke University und erwarb dort den Bachelor of Arts in Comparative Area Studies, danach wechselte sie an die Columbia University School of International and Public Affairs und schloss ihre Ausbildung mit einem Master in International Affairs ab. Danach arbeitete sie von 1983 bis 1993 im US-Repräsentantenhaus im für die Streitkräfte verantwortlichen Armed Services Committee, von 1993 bis 1998 im Stab des Verteidigungsministeriums.
James wechselte darauf zu United Technologies, einem Technologiehersteller, als Vice President of International Operations and Marketing, 2000 bis 2001 bei Business Executives for National Security, einer Non-Profit-Organisation, die hauptsächlich für das Pentagon arbeitet. Von 2002 bis 2013 schlossen sich Beschäftigungen bei Science Applications International Corporation an, zum Schluss als Senior Vice President.
Ab Dezember 2013 war James Secretary of the Air Force und damit für die 690.000 Soldaten und zivilen Beschäftigten unter anderem der United States Air Force und der Air National Guard sowie für ein Budget von 110 Milliarden US-Dollar verantwortlich, mit dem Regierungswechsel 2017 und dem Ende der Administration Obama wurde ihr Posten neu vergeben.